# Будинок на вулиці Вірменській, 12 (Львів)
Будинок на вулиці Вірменській, 12 (також кам'яниця Вільчків, Вільчковська; конскрипційний № 146) — житловий будинок XVII—ХІХ століть, пам'ятка архітектури місцевого значення (охоронний № 321). Розташований в історичному центрі Львова, на вулиці Вірменській.

## Історія
За твердженням історика В. Вуйцика до середини XVIII століття цей будинок був дворовим флігелем (індермахом) кам'яниці Вільчків на площі Ринок (№ 38), про що свідчить визволений від тиньку кам'яний портал, який можна побачити на фасаді будинку. Це замурована колись брама, що вела на подвір'я міської садиби. У 1763 році флігель придбав Юзеф Орлевський, пізніше власником будинку став кравець Карл Бар, який у 1796 році відбудував тильну частину колишнього флігеля, а в 1808 році перебудував і фасад, внаслідок чого кам'яниця набула поточного вигляду.
З 1825 року будинком володів Франциск Ґешопф, станом на 1871 рік власниками стали його спадкоємці, станом на 1889 і 1916 рік будинок належав Леонарду Віктору Малевському, у 1934 році — Ромуальду Малевському.

## Опис
Будинок триповерховий, цегляний, тинькований. Фасад практично неоздоблений, дещо несиметричний: на рівні другого і третього поверхів він має чотири прямокутні вікна, прикрашені простими прямими сандриками, а на першому поверсі — головний вхід, розташований на правій осі фасаду, та два вікна, несиметрично розташовані як по відношенню один до одного, так і до вікон інших поверхів. На лівій осі фасаду у другій половині XVII ст. була брама для проїзду на подвір'я, пізніше її заклали та прорубали вікно, проте контури колишньої брами, звільнені від тиньку, можна побачити і на сучасній будівлі.

## Видатні мешканці
З 1886 року певний час у цьому будинку мешкав Степан Шухевич (тоді учень цісарсько-королівської Львівської академічної гімназії) із сестрою Євгенією (ученицею виділової школи Сестер вірменок) та служницею.